# Gerardo Garza Sada
Gerardo Garza Sada (Monterrey, Nuevo León, México; 20 de agosto de 1953) es un político y empresario mexicano, miembro del Partido Acción Nacional que se ha desempeñado como diputado del estado de Nuevo León y presidente municipal en el municipio de San Pedro Garza García, en Nuevo León. 

## Biografía

### Estudios y participación en el ámbito empresarial
Gerardo nació en Monterrey, Nuevo León, el 20 de agosto de 1953, sus padres fueron Alfonso Garza Garza, accionista que fue de Conductores Mexicanos, y Susana Sada Narro.
Realizó sus estudios profesionales en el Tecnológico de Monterrey en la carrera de Ingeniero Industrial y de Sistemas (IIS 76).
En el campo de los negocios ha sido presidente de la Unión Nacional de Tiendas de Autoservicio, del Consejo de Instituciones de Nuevo León (1988-1990) y de la Cámara Nacional de Comercio en Monterrey 1988.

### Trayectoria política
Miembro activo del Partido Acción Nacional desde 1990, partido en el que fue consejero. Fue secretario del ayuntamiento de San Pedro Garza García en el periodo 1993-1994, posteriormente fue coordinador de campaña de Jesús Hinojosa Tijerina por la alcaldía de Monterrey en 1994 y Secretario de Desarrollo Social durante la administración municipal en el período de 1994-1997.
Fue diputado local en la Legislatura LXVIII del Congreso del estado de Nuevo León, tiempo durante el que además desempeñó el cargo de presidente de la Gran Comisión. Rechazó junto a sus compañeros de bancada la creación del impuesto contra la criminalidad que proyectaba el gobierno estatal de Fernando Canales Clariond.
Fue elegido en 2000 como alcalde de San Pedro Garza García, para el período de 2000-2003, realizando diversas obras de infraestructura entre las que destaca el Puente de la Unidad, obra estatal, que conecta el municipio de San Pedro Garza García con el de Monterrey por medio de un puente atirantado, así como la instalación de las primeras 10 cámaras de video-vigilancia en el municipio.

## Empresario
Dueño de la empresa Vendimex, dedicada a la distribución de alimentos y enseres domésticos.

## Controversias
Durante su administración como alcalde de San Pedro Garza García, otorgó al Club Pumas en "Concesión de Uso" un terreno municipal que posteriormente sería tema de controversia con la administración municipal del alcalde Mauricio Fernández Garza.
Dos días antes de terminar su administración como alcalde, el cabildo autorizó una licencia para "venta de cerveza a domicilio" a la empresa Operadora Wizart, S.A. de C.V., sin exponer los nombres específicos de los inversionistas, a favor de Benedetti's Pizza, posteriormente el alcalde acepta que es su familia la dueña de la operadora de la franquicia.